# 新中街道
新中街道是中华人民共和国贵州省遵义市红花岗区下辖的一个街道办事处。

## 行政区划
新中街道下辖以下村级行政区划单位：
松源社区、幸福社区、茶馨社区、文化社区、新科社区、文武村、新中村、大山村、湘江村和三合村。